# Alastor Press
Alastor Press är ett svenskt bokförlag bildat 2001. Utgivningen är inriktad på fin de siècle-litteratur och besläktade strömningar, i synnerhet i översättning från franska. Förlaget har givit ut titlar som Arthur Rimbauds Samlade verk, Paul Verlaines De fördömda poeterna och Comte de Lautréamonts Maldoror, Samlade verk.
Förlaget var från början baserat i Malmö men flyttade sedan till Göteborg. År 2011 skedde en utbrytning när en av grundarna, Ola Svensson, lämnade Alastor och startade Hastur förlag, med inriktning på äldre skräcklitteratur. Idag (2024) har förlaget en adress i Uppsala.
I september 2016 lanserade förlaget en egen podcast, Alastorpodden, som (liksom förlaget) leds av Andreas Lundberg och Hillevi Hellberg.

## Utgivna författare
Förlaget har givit ut följande författare:
- Jules Barbey d'Aurevilly
- Charles Baudelaire
- Pétrus Borel
- Alphonse Daudet
- Thomas De Quincey
- Ugo Foscolo
- Rémy de Gourmont
- Ola Hansson
- William Hazlitt
- Georg Heym
- Joris-Karl Huysmans
- Comte de Lautréamont
- Jean Lorrain
- H.P. Lovecraft
- George MacDonald
- Arthur Machen
- Flannery O'Connor
- Alejandra Pizarnik
- Arthur Rimbaud
- Hermann Ungar
- Paul Verlaine
- Renée Vivien
- Oscar Wilde
- William Butler Yeats